# Generador (informática)
En programación, un generador es una rutina especial que se puede usar para controlar el comportamiento de un iterador en un bucle.
Un generador es muy similar a una función que devuelve un vector, en el que un generador tiene los parámetros que se pueden llamar, y genera una secuencia de valores.
La manera más simple de conseguir una secuencia de datos es declarando un array o vector declarando manualmente cada valor. Esta práctica puede volverse tediosa y consumir mucho tiempo al desarrollador si el array o vector requiere que existan una gran cantidad de elementos dentro de él. En ese caso un generador resulta ser una manera más rápida de declarar el array o vector.
Otra gran ventaja de los generadores radica en que consume una menor cantidad de recursos en memoria, por lo tanto, permite que quien lo llama comience a procesar los primeros valores inmediatamente. En resumen, un generador se asemeja a una función pero se comporta como un iterador.
Los generadores pueden implementarse en construcciones de control de flujo más expresivas, como la continuación de objetos de primera clase o como co-funciones.
Los generadores aparecen por primera vez en 1975 en el lenguaje CLU; y están disponibles en Python, C#, JavaScript, [Ruby] y en otros lenguajes. En CLU y C#, los generadores se llaman iteradores y en Ruby enumeradores.

## Python
Un ejemplo de generador en Python:
```
def
 
countfrom
(
n
):

    
while
 
True
:

        
yield
 
n

        
n
 
+=
 
1

# Ejemplo: mostrar los enteros entre 10 y 20.

# Hay que tener en cuenta que esta iteración normalmente termina,

# aunque el countfrom() se escriba como un bucle infinito.

for
 
i
 
in
 
countfrom
(
10
):

    
if
 
i
 
<=
 
20
:

        
print
(
i
)

    
else
:

        
break

# Otro generador, que produce los primeros números primos

# a "to" si a> = 2, de lo contrario indefinidamente dependiendo de la necesidad.

def
 
primos
 
(
to
):

    
yield
 
2
 
# primer número primero, y único par

    
n
 
=
 
3

    
p
 
=
 
[]

    
while
 
n
 
<=
 
to
 
or
 
to
 
<
 
2
:

        
sqr_n
 
=
 
int
(
n
**
0.5
)

        
if
 
not
 
any
(
n
%
f
 
==
 
0
 
for
 
f
 
in
 
p
 
if
 
f
 
<=
 
sqr_n
):
 
# funciona desde Python 2.5  con el paquete NumPy que introduce any()

            
yield
 
n

            
p
.
append
(
n
)

        
n
 
+=
 
2
  
# Sólo revisar impares

    
raise
 
StopIteration

```

## Ruby
Ruby soporta generadores (a partir de la versión 1.9) en la clase Enumerator.
```
# Generador de un objeto enumerable

chars
 
=
 
Enumerator
.
new
(
[
'A'
,
 
'B'
,
 
'C'
,
 
'Z'
]
)

4
.
times
 
{
 
puts
 
chars
.
next
 
}

# Generatore de un bloque

count
 
=
 
Enumerator
.
new
 
do
|
yielder
|

  
i
=
0

  
loop
{
 
yielder
.
yield
 
i
 
+=
 
1
}

end

100
.
times
 
{
 
puts
 
count
.
next
 
}

```